# Port lotniczy Tambura
Port lotniczy Tambura (ICAO: HSTU) – port lotniczy położony w Tamburze, w Sudanie Południowym, stan Ekwatoria Zachodnia.